# Adiantopsis minutula
Adiantopsis minutula là một loài dương xỉ trong họ Pteridaceae. Loài này được Sehnem mô tả khoa học đầu tiên năm 1972.